# Cruriraja parcomaculata
Espèce
Synonymes
- Cruriraja triangularis Smith, 1964[1]
- Raia parcomaculata von Bonde & Swart, 1923[1]
- Raia smithi (non Müller & Henle, 1841)[2]
- Raja parcomaculata von Bonde & Swart, 1923[1]

Statut de conservation UICN

 LC  : Préoccupation mineure
Cruriraja parcomaculata est une espèce de raies considérée comme faisant partie de la famille des Rajidae ou des Anacanthobatidae selon les sources.